# Robert V. Jackson
Robert V. Jackson (n. 24 septembrie 1946) este un om politic britanic, membru al Parlamentului European în perioada 1979-1984 din partea Regatului Unit.